# Verwaltungsgemeinschaft Hainleite
De Verwaltungsgemeinschaft Hainleite in het Thüringische landkreis Nordhausen was een gemeentelijk samenwerkingsverband waarbij zes gemeenten waren aangesloten. Het bestuurscentrum bevond zich in Wolkramshausen. Op 1 januari 2019 werd het samenwerkings verband opgeheven. Hainrode, Nohra, Wipperdorf en Wolkramshausen werden opgenomen in de gemeente Bleicherode, die ook als erfüllende Gemeinde de bestuurstaken voor Großlohra en Kleinfurra overnam.

## Deelnemende gemeenten
De volgende gemeenten maakten deel uit van de Verwaltungsgemeinschaft:
- Großlohra
- Hainrode
- Kleinfurra
- Nohra
- Wipperdorf
- Wolkramshausen